# La vida al laboratori (Bruno Latour)

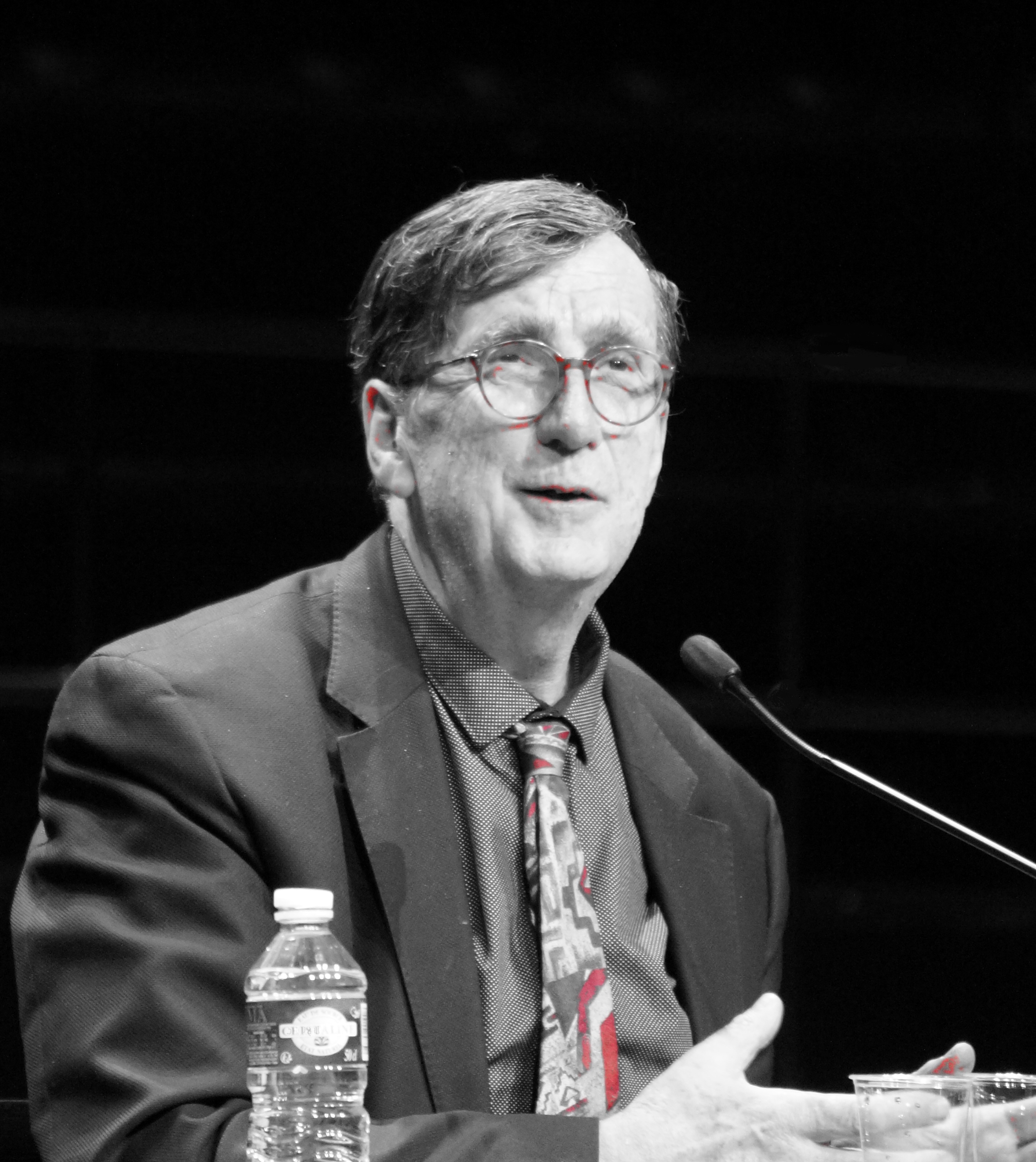
Bruno Latour

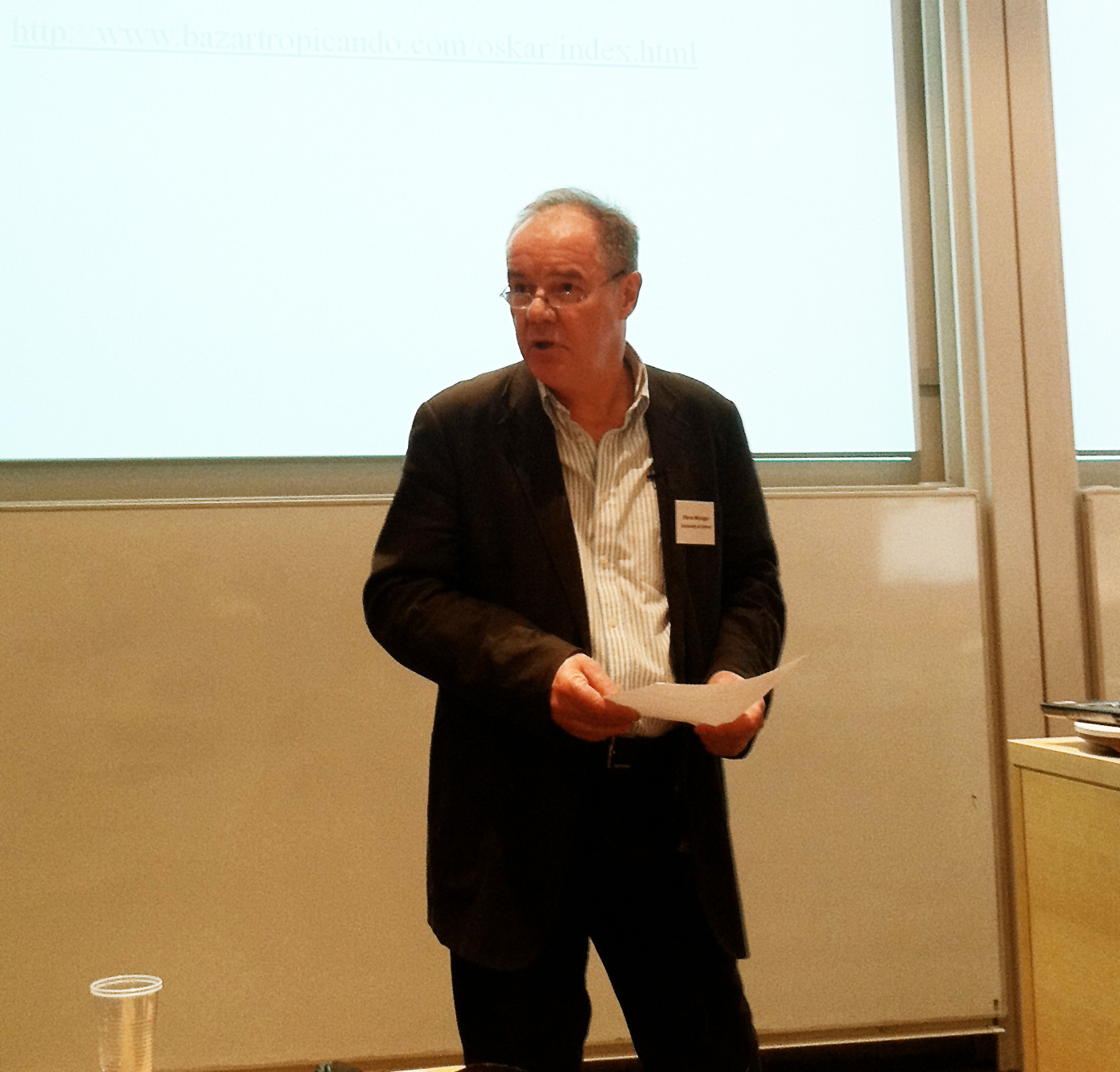
Steve Woolgar

La vida al laboratori: la construcció de fets científics va ser la primera obra rellevant en què un jove Bruno Latour de 32 anys s'obria camí en la disciplina emergent dels estudis de Ciència, Tecnologia i Societat (CTS) el 1979.
Aquest primer treball de Latour, en col·laboració amb el sociòleg anglès Steve Woolgar, va esdevenir una nova i interessant perspectiva que aportava una mirada diferent als estudis sobre la ciència d'aquell moment. La proposta que ens ofereix aquesta obra és un treball de tipus etnogràfic en què el filòsof francès ens ofereix allò que va compartir, com a observador durant dos anys, en el dia a dia d'un laboratori californià del Salk Institute for Biological Studies. Aquest treball antropològic és una resposta innovadora a l'ambient acadèmic de l'època, molt influenciat per les teories postmodernes i el relativisme cultural que esdevindria epistemològic. En aquesta línia, a finals dels seixanta i principis dels setanta, la tesi Duhem-Quine i la tesi de la càrrega teòrica de l'observació (Thomas Kuhn i Paul Karl Feyerabend) van promoure un canvi en la imatge heretada de la ciència com a coneixement objectiu i indubtable. Aquest ambient acadèmic propicià l'auge dels estudis de CTS que intentaven integrar la filosofia de la ciència i la sociologia institucional de la ciència a través del que va ser anomenat Programa Fort. És en aquest context que el pensador francès aposta per analitzar la producció del coneixement científic, no com un fet en si sinó com un procés social, i decideix realitzar un treball propi de la disciplina antropològica en un entorn concret: el laboratori.
El resultat de la investigació ressaltava que el mètode científic presentava poca relació amb les pràctiques reals que es duien a terme a un laboratori:
- El llibre comença el primer capítol fent una presentació metodològica i dels objectius de la investigació.
- El segon capítol gira al voltant de les primeres observacions de l'antropòleg al laboratori, la cultura pròpia a la que defineixen com una necessitat de produir papers. Aquest segon capítol ofereix una imatge del laboratori com a entitat que intenta convertir tots els inputs en inscripcions literàries, així doncs, els enunciats, les publicacions i els documents són la raó de ser dels laboratoris.
- En el tercer capítol els autors se centren en un cas concret: la investigació científica del pèptid TRF. En aquest cas pràctic, els autors presenten com el procés científic consisteix a determinar i escollir estratègies aïllant l'objecte i eliminant i descartant tot allò irrellevant. En aquest procés, es constituïa un nou objecte amb una nova naturalesa que reduïa les múltiples possibilitats i solucions inicials, convertint-se en un objecte nou i descrit de manera més simple que ja és apte per recórrer nous camins en altres xarxes de coneixement.
- En els següents capítols, el 4 i el 5, el llibre fa un relat de caràcter més sociològic centrant-se en el procés com es construeixen els fets en les converses dels científics essent el crèdit de cadascun d'ells la propietat que regeix la jerarquia del laboratori i establint un conjunt de canals per a millorar aquesta credibilitat entre els col·legues.
- Finalment, en el capítol 6 els autors estableixen les conclusions finals que es pot resumir en crear ordre a partir del desordre, no tant a partir del mètode científic sinó a partir de descartar i seleccionar la informació i els resultats a partir de les dinàmiques pròpies del laboratori i els seus científics.[1]

Tot i això, la rellevància d'aquest treball inicial de Latour i Woolgar no resideix tant en el resultat sinó en ser un treball que provocà una controvèrsia important i que facilità l'elaboració de la teoria de l'actor-xarxa (ANT), és a dir, aquesta obra és l'inici d'una perspectiva que entén que la producció científica és el resultat d'un continu complex a través de xarxes interconnectades que donen sentit a les representacions. Més endavant Latour desenvoluparia a partir d'aquest experiment la sociologia de la traducció.